# Hippodrome de Sterrebeek

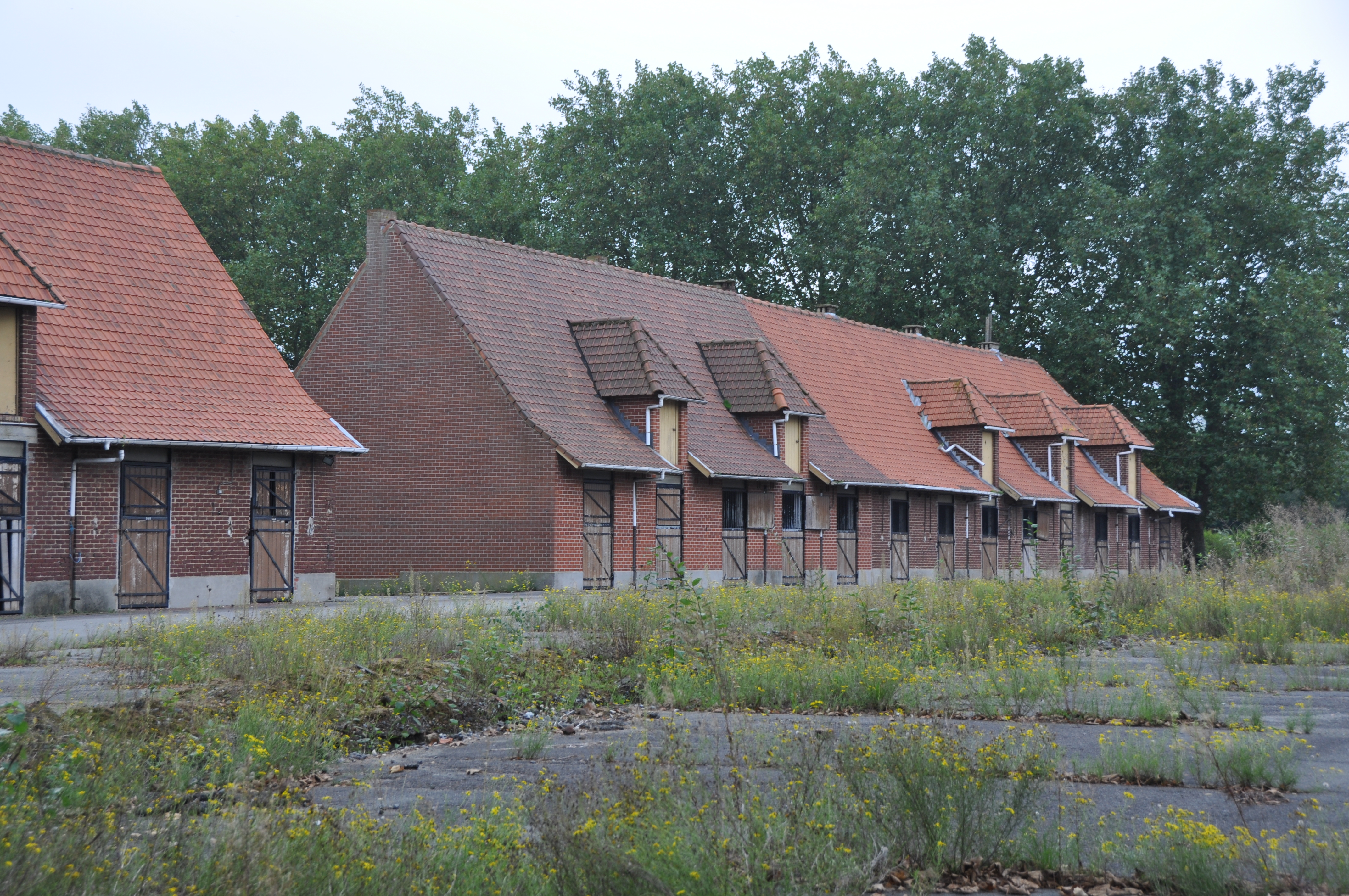
L'emplacement des chevaux avant la course, réservé jadis aux entraineurs et aux propriétaires, est désormais également à l'abandon.

Pour les articles homonymes, voir Quatre-Bras.
 (avril 2025).
L'hippodrome de Sterrebeek, appelé également hippodrome des Quatre-Bras, installé à Sterrebeek, en Belgique, était un hippodrome de renommée internationale. Fondé en 1939 avec une piste en lave, praticable été comme hiver et éclairé de nuit, il était considéré par les jockeys et cavaliers comme la meilleure piste de galop du pays. 

## Courses
Jusqu'en 2003 il y avait des courses de galop et de trot. Après 2003, seulement de galop. La course se déroulait à main gauche (dans le sens contraire des aiguilles d'une montre).

## Hippodrome à l'abandon
Des quatre hippodromes belges les plus actifs à l'époque, à savoir Boitsfort, Groenendael, Sterrebeek et Ostende, seul Ostende, installé sur le littoral belge, est encore actif.

## De nos jours
À présent fermé, il est occupé depuis 2006, comme celui de Boitsfort, par un practice de golf (1987). Sur la photo de droite on aperçoit très bien les tapis de practice installés devant la tribune d'arrivée. 
Ladite tribune est démolie à la fin de 2015 pour faire place au nouveau projet immobilier nommé Sterea. Ce projet visant à bâtir près de 220 logements, un hôtel, des bureaux et un parcours de golf 18 trous devrait voir le jour d'ici 2020.